# 캐릭터 (2021년 영화)
《캐릭터》(일본어: キャラクター, 영어: CHARACTER)는 2021년 6월 11일에 공개된 일본 영화이다.  감독은 나가이 사토시. 주연은 스다 마사키와에서 SEKAI NO OWARI의 보컬 Fukase의 배우 데뷔작이기도 하다.

## 출연
- 야마시로 케이고 : 스다 마사키

만화가를 꿈꾸는 청년. 연약한 사람을 위해 악당을 그릴 수 없어 만년 조수로 남아있다. 그러나 한 살인 사건을 목격해 버리고, 그 범인을 모델로 그린 서스펜스 만화 〈34〉가 대히트한 것을 계기로 운명이 달라진다.
- 모로조미 : Fukase (SEKAI NO OWARI)

천재적인 살인범. 야마시로가 그린 서스펜스 만화 〈34〉에 등장하는 살인마 〈대거〉 실제 모델.
- 카와 나츠미 : 타카하타 미츠키

야마시로 케이고의 연인.
- 마카베 코타 : 나카무라 시도

가나가와현 경찰 본부 수사 제1과 경부보. 키요의 상사.
- 키요 슌스케 : 오구리 슌[2][3]

가나가와현 경찰 본부 수사 제1과 경사. 모로조미가 일으킨 살인과 야마시로가 그린 만화 〈34〉의 공통점을 가장 먼저 깨닫고 진상을 쫓는다.
- 오무라 마코토 : 나카오 아키요시

만화 잡지 편집자.
- 헨미 아츠시 :  마츠다 요지

살인 전과자.
- 혼조 하야토 : 미야자키 토무

인기 만화가. 야마시로가 그의 조수로 일하고 있다.
- 가토 이치로 : 오카베 타카시

만화 잡지 편집장.
- 야마시로 켄타 : 하시츠메 준

야마시로 케이고의 아버지.
- 야마시로 유키 : 코지마 히지리

야마시로 켄타의 재혼녀.
- 야마시로 아야 : 미카미 아이

야마시로 유키의 의붓 자식.
- 아사노 후미야스 : 테이 류신

가나가와현 경찰 본부 수사 제1과의 형사.
- 오쿠무라 유타카 : 오기 시게미츠

가나가와현 경찰 본부 수사 제1과의 형사.  마카베, 키요의 상사.

## 스태프
- 원안 : 나가사키 타카시
- 감독 : 나가이 사토시
- 각본 : 나가사키 타카시, 카와하라 안나, 나가이 사토시
- 음악 : Yaffle
- 제작 : 이시하라 타카시, 마츠오카 히로야츠
- 기획 : 카와무라 겐키
- 프로듀서 : 무라 켄, 타다노 유호
- 극 중 만화 : 이노 스미(야마시로), 후루야 우사마루(혼조)
- 극 중 만화 편집 : 도요타 유메타로
- 촬영 : 콘도 테츠야
- 조명 : 미조구치 토모
- 미술 : 스기모토 아키라
- 편집 : 니노미야 타쿠
- 스크립터 : 사야마 유카
- VFX 슈퍼 바이저 : 스도 코헤이
- 음향 효과 : 카츠마타 사쿠라
- 조감독 : 후지 타다시
- 제작 담당 : 카네코 켄타로
- 음악 프로듀서 : 키타하라 쿄코
- 라인 프로듀서 : 츠루가 키미히코
- 배급 : 도호
- 제작사 : AOI Pro
- 제작 : 영화 《캐릭터》 제작위원회 (후지 TV, 도호)

## 노벨 라이즈 버전
2021년 5월 7일 발매. 원안·각본의 나가사키 타카시가 직접 썼다.
- 나가사키 타카시 〈캐릭터〉 쇼가쿠칸 <쇼가쿠칸 문고> 2021년 5월 7일 발매[4], ISBN 978-4-09-407013-2

## 코믹컬 라이즈판
〈월간! 스피릿〉(쇼가쿠칸)에서 2021년 5월호에서 같은 해 7월호까지 연재 된 작화는 이와타니 아키라.
- 나가사키 타카시 (원안·각본), 카와하라 안나 (각본), 나가이 사토시 (각본), 이와타니 아키라 (만화) 〈캐릭터〉 쇼가쿠칸 <빅 코믹> 2021년 5월 28일 발매[7], ISBN 978-4-09-861087-7